# 즈린카 치비테시치
즈린카 치비테시치(크로아티아어: Zrinka Cvitešić, 1979년 7월 18일 ~ )는 크로아티아의 배우이다.

## 출연 작품
- 런던 스파이 (2015)
- 마이 뷰티풀 컨트리 (2012)
- 레아와 다리아 (2011)
- 기로에서 (2010)